# Glaser Lajos
Glaser Lajos (Rétság, 1903. március 30. – Gombos, 1944. szeptember 15.) geográfus, térképész, levéltáros.

## Élete
Glaser József, a rétsági királyi magyar járásbíróság bírája és Keszegi Karola fia, vallása római katolikus. 1931-ben szerzett diplomát a budapesti Pázmány Péter Tudományegyetem közgazdaság-tudományi karán. 1931–1932-ben német–magyar ösztöndíjasként Karlsruhéban tanult.
Cholnoky Jenő és Teleki Pál tanítványa, majd utóbbinak tanársegédje volt Budapesten, a Pázmány Péter Tudományegyetem Gazdasági Földrajzi Intézetében. 1933-34-ben ösztöndíjas kutató, majd Teleki ajánlására került a Magyar Nemzeti Múzeum Levéltári Osztályához 1935-36-ban belföldi ösztöndíjasként. 1936 és 1940 között segédőr, 1940 és 1943 között a Magyar Országos Levéltár gyakornoka volt, majd 1943–44-ben annak őre.
Főként történeti földrajzzal és történeti térképtannal foglalkozott, Karlsruhéban a helyi történeti gyűjtemény magyar vonatkozású térképeit dolgozta fel. A magyar történettudományban az elsők között volt, akik az ember tájformáló tevékenységét kutatták. Az 1930–as–1940-es években több történeti munkához, így a Hóman Bálint–Szekfű Gyula-féle Magyar történethez is szerkesztett térképeket. Jelentős a Dunántúl és az Alföld településtörténetére vonatkozó kapcsolatos tevékenysége. A Magyar Földrajzi Társaság választmányának tagja volt.
Magyarország német megszállását követően (1944. március 19.) a német fasiszták elhurcolták. Munkaszolgálatosként nyoma veszett, utoljára Gombos környékén látták. További sorsa és halálának körülményei ismeretlenek.
Felesége dr. Benke Anna volt, akit 1935. június 28-án Budapesten, a Ferencvárosban vett nőül.

## Emlékezete
Rétsági szülőházát (Rákóczi út 18.) emléktáblával jelölték meg. Életét és munkásságát feldolgozta Végh József rétsági helytörténész.

## Főbb művei
- Alkotmánytan és közigazgatástan. Steinecker Ferenc előadásai után szerk. Bokross E. Bélával (Budapest, 1924)
- A Dunántúl középkori úthálózata. 1–2. Részben egy. doktori értek. is (Századok, 1929)
- A római utak nevei középkori útleveleinkben (Magyar Nyelv, 1931)
- Középkori hadiutak a Dunántúlon (Hadtörténeti Közlemények, 1932)
- A karlsruhei gyűjtemények magyar vonatkozású térképanyaga. – Ungarn betreffende Karten und Pläne in den Karlsruher Sammlungen. Összeáll. 1 kihajtható térképpel és 2 térkép reprodukcióval (A Térképészeti Közlöny különfüzete. 6. Budapest, 1933)
- Der Levantehandel über Ungarn im 11. und 12. Jahrhundert (Ungarische Jahrbücher, 1933)
- Magyarország helyzete az európai gazdaságban (Földrajzi Közlemények, 1935)
- A térképkatalogizálás problémái (Magyar Könyvszemle, 1937)
- Hogyan mérték fel az országot? (Búvár, 1937)
- Lipszky térképe (Búvár, 1938)
- Kelet-Dunántúl a honfoglalás és a vezérek korában. Fejér vármegye kialakulása (Magyar városok és vármegyék monográfiája. 22. köt. Fejér vármegye. Szerk. Juhász Viktor, Schneider Miklós. Cegléd, 1937)
- Az Országos Levéltár térképei (Levéltári Közlemények, 1939)
- Az Alföld régi vízrajza és a települések (Földrajzi Közlemények, 1939)
- A térképrendezés feladatai a vidéki levéltárakban (Levéltári Közlemények, 1941)
- A térképkatalogizálás kérdése (Magyar Könyvszemle, 1942)